# Bahnstrecke Hersbruck–Pommelsbrunn
| Streckennummer (DB): | 5926                 |                                            |                                            |
| Kursbuchstrecke (DB): | 870                  |                                            |                                            |
| Streckenlänge: | 5,4 km               |                                            |                                            |
| Spurweite: | 1435 mm (Normalspur) |                                            |                                            |
| Streckengeschwindigkeit: | 100 km/h             |                                            |                                            |
| |                      |                                            |                                            |
| \| \| \| von Nürnberg Hbf \| \| \| \| 0,000 \| Hersbruck (rechts Pegnitz) \| 345 m \| \| \| 1,500 \| Hersbruck (rechts Pegnitz) Ost (seit 1992) \| Hersbruck (rechts Pegnitz) Ost (seit 1992) \| \| \| \| nach Cheb \| \| \| \| 4,100 \| Pegnitz (65 m) \| Pegnitz (65 m) \| \| \| 4,600 \| Bundesstraße 14 (40 m) \| Bundesstraße 14 (40 m) \| \| \| \| von Nürnberg Hbf \| \| \| \| 5,153 \| Pommelsbrunn (Abzw) \| 355 m \| \| \| \| nach Irrenlohe \| \| |                      |                                            |                                            |
| Quellen: |                      |                                            |                                            |
| Strecke |                      | von Nürnberg Hbf                           | von Nürnberg Hbf                           |
| Bahnhof | 0,000                | Hersbruck (rechts Pegnitz)                 | 345 m                                      |
| Blockstelle | 1,500                | Hersbruck (rechts Pegnitz) Ost (seit 1992) | Hersbruck (rechts Pegnitz) Ost (seit 1992) |
| Abzweig geradeaus und nach links |                      | nach Cheb                                  | nach Cheb                                  |
| Brücke über Wasserlauf | 4,100                | Pegnitz (65 m)                             | Pegnitz (65 m)                             |
| Brücke | 4,600                | Bundesstraße 14 (40 m)                     | Bundesstraße 14 (40 m)                     |
| Abzweig geradeaus und von rechts |                      | von Nürnberg Hbf                           | von Nürnberg Hbf                           |
| Blockstelle | 5,153                | Pommelsbrunn (Abzw)                        | 355 m                                      |
| Strecke |                      | nach Irrenlohe                             | nach Irrenlohe                             |

Die Bahnstrecke Hersbruck–Pommelsbrunn ist eine 5,4 Kilometer lange Hauptbahn, welche die Bahnstrecken Nürnberg–Cheb und Nürnberg–Irrenlohe miteinander verbindet.

## Geschichte

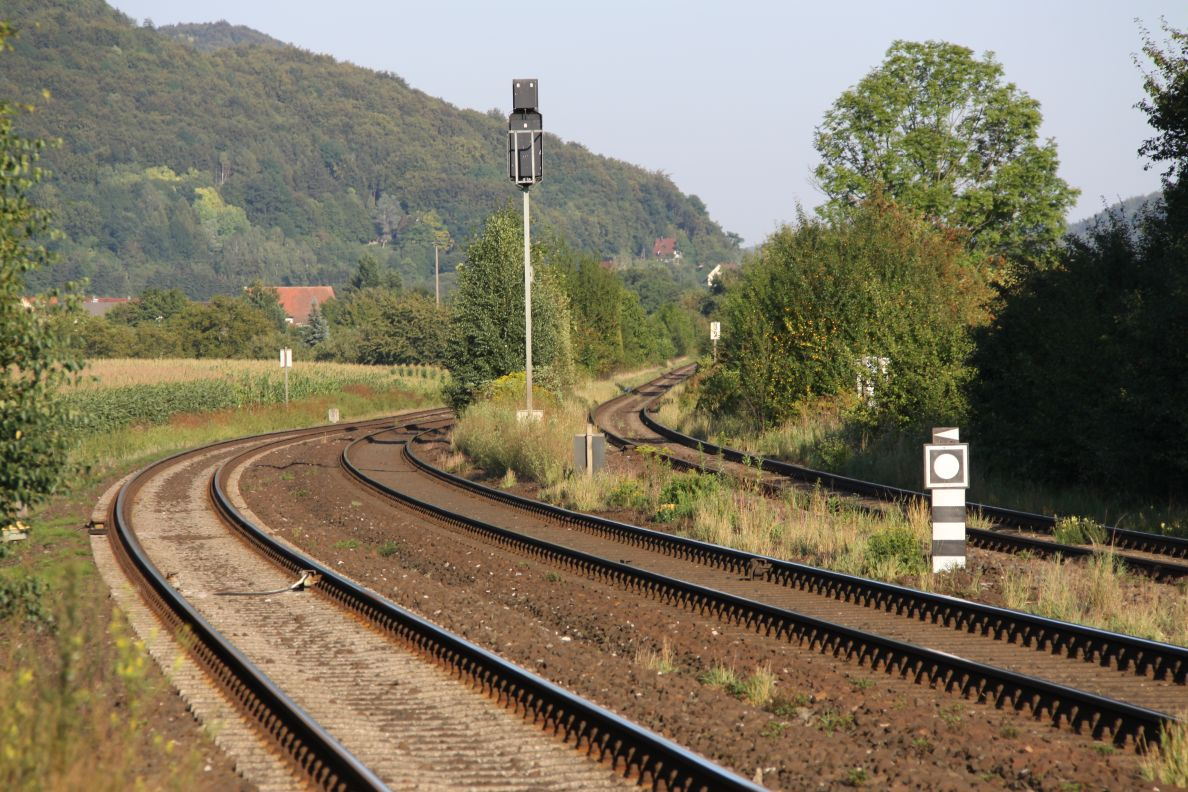
Blick von Hersbruck Ost nach Osten: das rechte Gleis führt nach Pommelsbrunn

Um das in der Gegend von Auerbach abgebaute Eisenerz mit der Eisenbahn zur Maxhütte in Sulzbach-Rosenberg befördern zu können, wurde die Strecke von der Bayerischen Staatsbahn geplant und am 15. Oktober 1877 eröffnet.

## Streckenbeschreibung
Die Strecke beginnt am Bahnhof Hersbruck (rechts Pegnitz) und verläuft in östlicher Richtung parallel zur zweigleisigen Hauptstrecke Nürnberg–Cheb bis zur niveaugleichen Kreuzung mit der Verbindungsstraße Hersbruck–Hohenstadt (ehemals Bahnposten 30). Dort erklimmt sie mit Hilfe eines Rampenbauwerks einen Damm und biegt am Ortsbeginn von Hohenstadt Richtung Südosten ab, überquert zuerst die Pegnitz und anschließend die Bundesstraße 14 und trifft an der A Abzweigstelle Pommelsbrunn auf die Bahnstrecke Nürnberg–Irrenlohe.

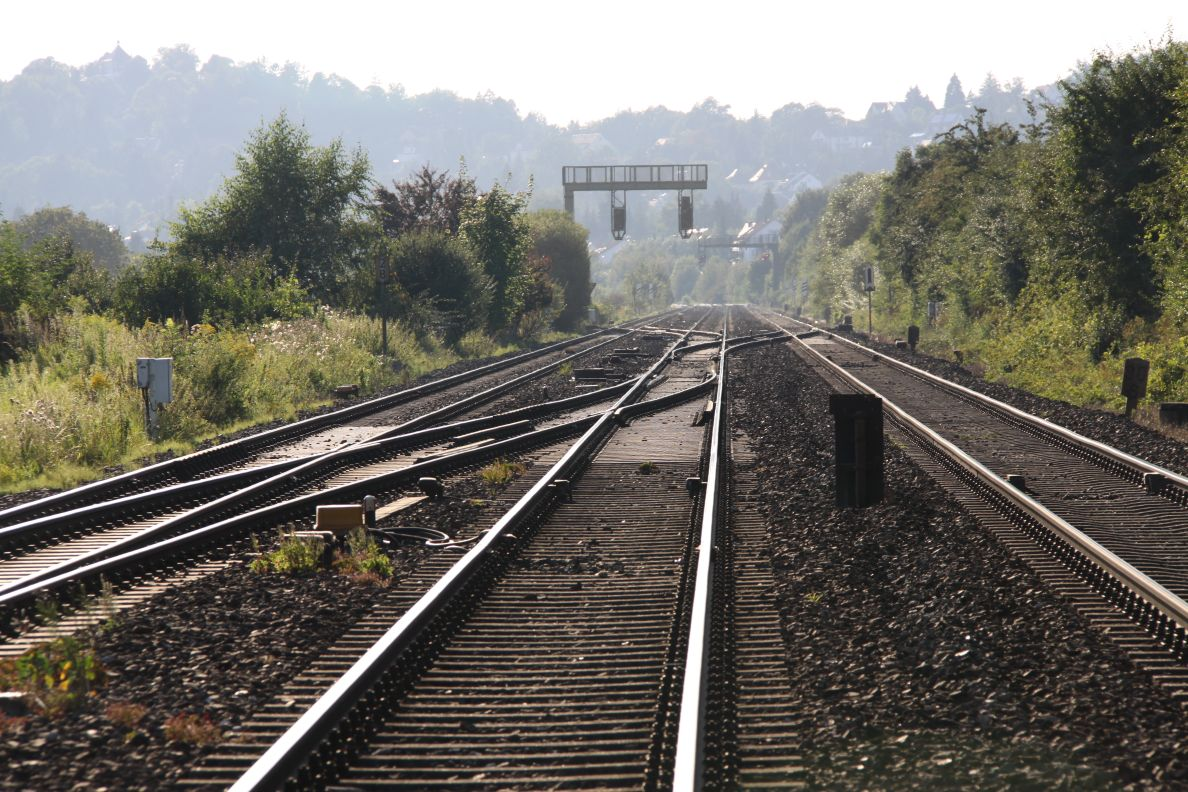
Blick auf das Weichenfeld von Hersbruck Ost

## Züge
Die Verbindungsbahn wird heute von den Regional-Express-Zügen der Relationen Nürnberg – Hersbruck (rechts der Pegnitz) – Neukirchen (bei Sulzbach-Rosenberg) – Neustadt (Waldnaab) / Schwandorf (– Regensburg) genutzt. Diese verkehren von Nürnberg bis Hersbruck auf der rechten Pegnitzstrecke teilweise zusammen mit den Zugläufen Richtung Bayreuth / Marktredwitz und werden dann in Hersbruck geflügelt. Eingesetzt werden dabei Dieseltriebzüge der Baureihe VT 612 („RegioSwinger“). Zusätzlich verkehrten bis zu deren Einstellung zum Fahrplanwechsel Dezember 2012 auch die ALEX-Züge Nürnberg – Prag auf dieser Strecke, allerdings ohne Halt in Hersbruck. Neben dem Personenverkehr wird die Strecke auch von Güterzügen genutzt, welche meist mit den Baureihen 232 und 233 der DB AG bespannt werden.